# Letlands præsident
Letlands præsident er statsoverhoved og øverstkommanderende for Letlands væbnede styrker og har sin residens på Rigas Slot. Præsidenten er indirekte folkevalgt ved at Letlands parlament Saeima vælger præsidenten for en periode på fire år – før 1997 varede regeringsperioden tre år. I præsidentens fravær varetages dennes arbejdsopgaver af Saeimas formand – f.eks. var Anatolijs Gorbunovs fungerende præsident efter Letlands genvundne selvstændighed i perioden 1991–93.

## Præsidentens flag
Letlands præsident har sit eget flag, som er hvidt med et rektangulært kors i samme farveproportioner som Letlands flag. I midten af korset dækker og skjuler Letlands store nationalvåben farverne fra det nationale flag. Højden af nationalvåbnet er 1/3 af flagets bredde, og midten af solen afbildet i skjoldet i nationalvåbnet udgør midten af flaget. Proportionerne mellem bredden af de nationale farver og flagets udgør 1:5. Proportionerne mellem længde og bredde er 3:2.

## Eksterne links
- Præsidentens hjemmeside (engelsk)